# Emsdorf
Emsdorf ist ein Stadtteil der Stadt Kirchhain im mittelhessischen Landkreis Marburg-Biedenkopf. Der Ort liegt am Nordostrand der Gemarkung der Stadt Kirchhain in einer flachen Mulde vor den Ausläufern des Burgwaldes.

## Geschichte

### Ortsgeschichte
Die älteste bekannte urkundliche Erwähnung von Emsdorf findet sich in einer Übertragungsurkunde von Ländereien an das Kloster Haina unter dem Ortsnamen Emesdorf aus dem Jahr 1295. Wahrscheinlich ist der Ort jedoch älter. In späteren Dokumenten wurde der Ort unter den Namen Emistorph (1324), Emisdorff (1380) und Emßdorf (1437) erwähnt. Im 18. Jahrhundert findet sich auch die Schreibweise Emsdorff.
Schon frühzeitig gehörte Emsdorf zum Bereich des kurmainzischen Neustadt; dies ist durch mittelalterliche Urkunden aus dem Jahr 1324 in den Amöneburger Kellereiabrechnungen belegt.
Vor allem im englischen Raum erlangte Emsdorf durch das „Gefecht bei Emsdorf“ Bekanntheit: Im Siebenjährigen Krieg schlugen am 16. Juli 1760 alliierte Truppen (Briten, Hannoveraner und Hessen) einen großteils aus Bayern und Anhaltern bestehenden Verband der französischen Armee.
Hessische Gebietsreform (1970–1977)
Zum 1. Juli 1974 wurde die bis dahin selbständige Gemeinde Emsdorf im Zuge der Gebietsreform in Hessen kraft Landesgesetz in die Stadt Kirchhain eingegliedert. Für Emsdorf, wie für alle ehemals eigenständigen Stadtteile von Kirchhain, wurde ein Ortsbezirk  gebildet.

### Verwaltungsgeschichte im Überblick
Die folgende Liste zeigt die Staaten und Verwaltungseinheiten, denen Emsdorf angehört(e):
- vor 1803: Heiliges Römisches Reich, Kurmainz, Amt Neustadt
- ab 1803: Heiliges Römisches Reich, Landgrafschaft Hessen-Kassel, Fürstentum Fritzlar, Amt Neustadt
- ab 1806: Landgrafschaft Hessen-Kassel, Fürstentum Fritzlar, Amt Neustadt
- 1807–1813: Königreich Westphalen, Departement der Werra, Distrikt Marburg, Kanton Kirchhain
- ab 1815: Kurfürstentum Hessen, Fürstentum Fritzlar, Amt Neustadt[8]
- ab 1821: Kurfürstentum Hessen, Provinz Oberhessen, Kreis Kirchhain[9][Anm. 2]
- ab 1848: Kurfürstentum Hessen, Bezirk Marburg
- ab 1851: Kurfürstentum Hessen, Provinz Oberhessen, Kreis Kirchhain
- ab 1867: Königreich Preußen, Provinz Hessen-Nassau, Regierungsbezirk Kassel, Kreis Kirchhain
- ab 1918: Deutsches Reich, Freistaat Preußen, Provinz Hessen-Nassau, Regierungsbezirk Kassel, Kreis Kirchhain
- ab 1932: Deutsches Reich, Freistaat Preußen, Provinz Hessen-Nassau, Regierungsbezirk Kassel, Kreis Marburg
- ab 1944: Deutsches Reich, Freistaat Preußen, Provinz Kurhessen, Kreis Marburg
- ab 1945: Amerikanische Besatzungszone, Groß-Hessen, Regierungsbezirk Kassel, Kreis Marburg
- ab 1946: Amerikanische Besatzungszone, Hessen, Regierungsbezirk Kassel, Landkreis Marburg
- ab 1949: Bundesrepublik Deutschland, Hessen, Regierungsbezirk Kassel, Landkreis Marburg
- ab 1974: Bundesrepublik Deutschland, Hessen, Regierungsbezirk Kassel, Landkreis Marburg-Biedenkopf, Stadt Kirchhain[Anm. 3]
- ab 1981: Bundesrepublik Deutschland, Hessen, Regierungsbezirk Gießen, Landkreis Marburg-Biedenkopf, Stadt Kirchhain

### Gerichte seit 1821
Mit Edikt vom 29. Juni 1821 wurden in Kurhessen Verwaltung und Justiz getrennt. Der Kreis Kirchhain war die Verwaltung und das Justizamt Neustadt als Gericht erster Instanz für Emsdorf zuständig. Nach der Annexion Kurhessens durch Preußen erfolgte am 1. September 1867 die Umbenennung des bisherigen Justizamtes in Amtsgericht Neustadt. Das Amtsgericht Neustadt wurde am 15. Juni 1943 geschlossen und sein Bezirk ging im Bezirk des Amtsgerichts Kirchhain auf.

## Bevölkerung

### Einwohnerstruktur 2011
Nach den Erhebungen des Zensus 2011 lebten am Stichtag dem 9. Mai 2011 in Emsdorf 762 Einwohner. Darunter waren 3 (0,4 %) Ausländer.
Nach dem Lebensalter waren 147 Einwohner unter 18 Jahren, 309 zwischen 18 und 49, 162 zwischen 50 und 64 und 144 Einwohner waren älter. Die Einwohner lebten in 267 Haushalten. Davon waren 48 Singlehaushalte, 69 Paare ohne Kinder und 132 Paare mit Kindern sowie 12 Alleinerziehende und 6 Wohngemeinschaften. In 54 Haushalten lebten ausschließlich Senioren und in 165 Haushaltungen lebten keine Senioren.

### Einwohnerentwicklung
| Quelle: Historisches Ortslexikon |                                                                                                  |
| • 1582:                          | 43 Hausgesesse                                                                                   |
| • 1624:                          | 20 Ackerleute, 24 Einläuftige; 10 "wollten Freie sein"                                           |
| • 1670:                          | 34 Haushalte                                                                                     |
| • 1747:                          | 337 Einwohner                                                                                    |
| • 1838:                          | Familien: 79 nutzungsberechtigte Ortsbürger, 7 nicht nutzungsberechtigte Ortsbürger, 2 Beisassen |

| Emsdorf: Einwohnerzahlen von 1812 bis 2019 | Emsdorf: Einwohnerzahlen von 1812 bis 2019 | Emsdorf: Einwohnerzahlen von 1812 bis 2019 | Emsdorf: Einwohnerzahlen von 1812 bis 2019 | Emsdorf: Einwohnerzahlen von 1812 bis 2019 |
| --- | ------------------------------------------ | ------------------------------------------ | ------------------------------------------ | ------------------------------------------ |
| Jahr |                                            |                                            |                                            | Einwohner                                  |
| 1812 | 1812                                       |                                            | 431                                        | 431                                        |
| 1834 | 1834                                       |                                            | 480                                        | 480                                        |
| 1840 | 1840                                       |                                            | 503                                        | 503                                        |
| 1846 | 1846                                       |                                            | 475                                        | 475                                        |
| 1852 | 1852                                       |                                            | 482                                        | 482                                        |
| 1858 | 1858                                       |                                            | 452                                        | 452                                        |
| 1864 | 1864                                       |                                            | 468                                        | 468                                        |
| 1871 | 1871                                       |                                            | 451                                        | 451                                        |
| 1875 | 1875                                       |                                            | 447                                        | 447                                        |
| 1885 | 1885                                       |                                            | 403                                        | 403                                        |
| 1895 | 1895                                       |                                            | 396                                        | 396                                        |
| 1905 | 1905                                       |                                            | 416                                        | 416                                        |
| 1910 | 1910                                       |                                            | 424                                        | 424                                        |
| 1925 | 1925                                       |                                            | 462                                        | 462                                        |
| 1939 | 1939                                       |                                            | 545                                        | 545                                        |
| 1946 | 1946                                       |                                            | 821                                        | 821                                        |
| 1950 | 1950                                       |                                            | 772                                        | 772                                        |
| 1956 | 1956                                       |                                            | 700                                        | 700                                        |
| 1961 | 1961                                       |                                            | 699                                        | 699                                        |
| 1967 | 1967                                       |                                            | 733                                        | 733                                        |
| 1980 | 1980                                       |                                            | ?                                          | ?                                          |
| 1990 | 1990                                       |                                            | ?                                          | ?                                          |
| 2000 | 2000                                       |                                            | ?                                          | ?                                          |
| 2011 | 2011                                       |                                            | 762                                        | 762                                        |
| 2015 | 2015                                       |                                            | 774                                        | 774                                        |
| 2019 | 2019                                       |                                            | 751                                        | 751                                        |
| Datenquelle: Historisches Gemeindeverzeichnis für Hessen: Die Bevölkerung der Gemeinden 1834 bis 1967. Wiesbaden: Hessisches Statistisches Landesamt, 1968. Weitere Quellen: LAGIS; Stadt Kirchheim:; Zensus 2011 |                                            |                                            |                                            |                                            |

### Historische Religionszugehörigkeit
| Quelle: Historisches Ortslexikon |                                                                     |
| • 1861:                          | 449 römisch-katholische, 11 evangelisch-lutherische Einwohner       |
| • 1885:                          | ein evangelischer (= 0,25 %), 402 katholische (= 99,75 %) Einwohner |
| • 1961:                          | 023 evangelische (= 3,29 %), 674e katholisch (= 96,42 %) Einwohner  |

### Historische Erwerbstätigkeit

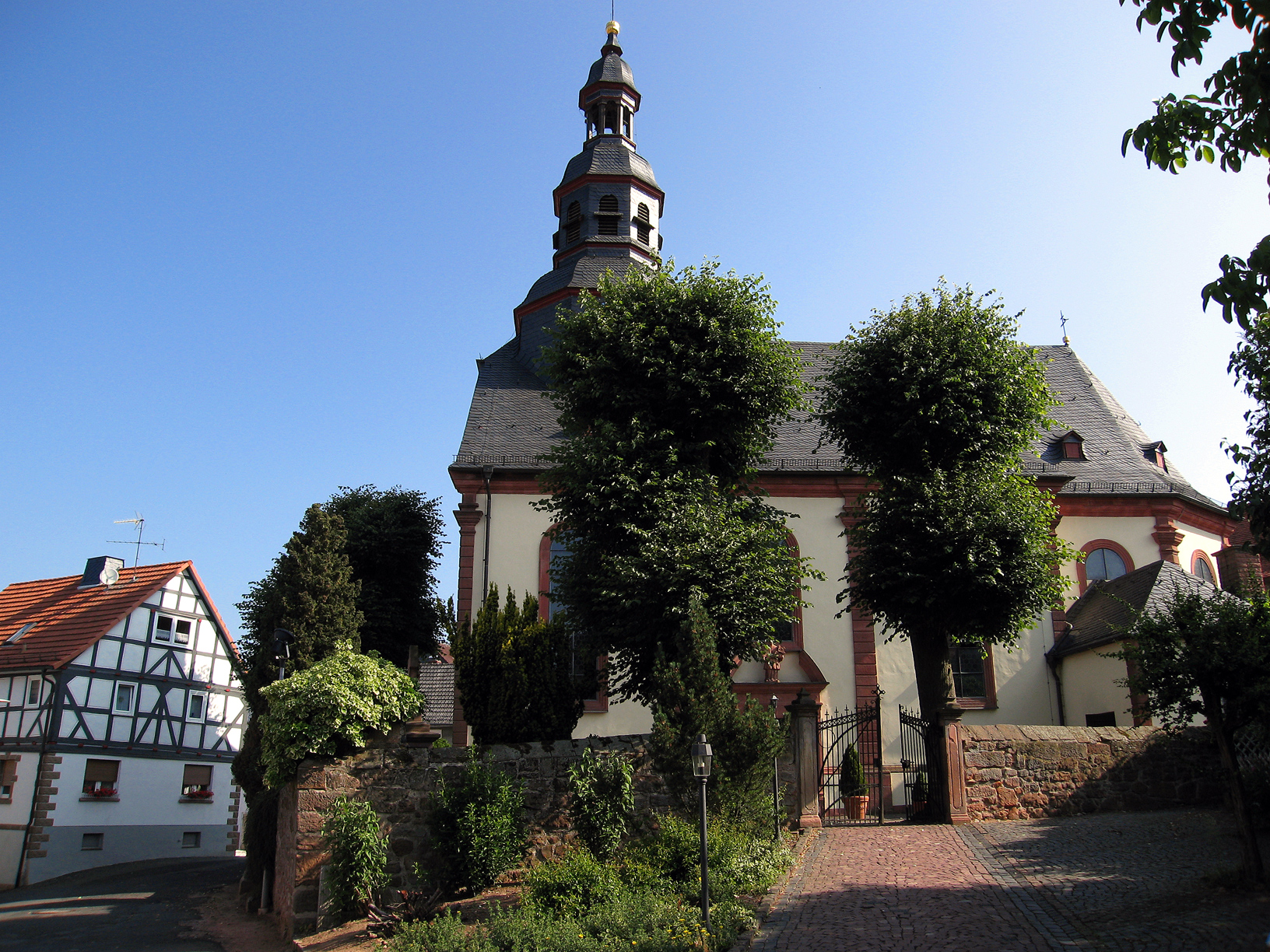
Kirche Mariae Himmelfahrt

| Quelle: Historisches Ortslexikon | |
| • 1838:                          | Familien: 49 Ackerbau, 23 Gewerbe, 14 Tagelöhner.                                                                                    |
| • 1961:                          | Erwerbspersonen: 209 Land- und Forstwirtschaft 149 Produzierendes Gewerbe, 11 Handel und Verkehr, 17 Dienstleistungen und Sonstiges. |

## Politik
Für den Stadtteil Emsdorf besteht ein Ortsbezirk mit Ortsbeirat und Ortsvorsteher nach der Hessischen Gemeindeordnung. Er umfasst das Gebiet der ehemaligen Gemeinde Emsdorf.
Der Ortsbeirat besteht aus sieben Mitgliedern. Bei den Kommunalwahlen in Hessen 2021 betrug die Wahlbeteiligung zum Ortsbeirat 69,97 %. Alle Kandidaten gehörten der Liste „Gemeinwohl Emsdorf“ an. Der Ortsbeirat wählte Winfried Fritsch zum Ortsvorsteher.

## Kultur und Sehenswürdigkeiten

### Bauwerke
An zentraler Stelle im alten Ortskern befindet sich die im barocken Stil erbaute Kirche Mariä Himmelfahrt. Sie hat eine Rokoko-Ausstattung und gehört zu den Sehenswürdigkeiten im oberhessischen Raum.

### Vereine
Trotz der geringen Größe und Einwohnerzahl des Ortsteils herrscht ein reges Vereinsleben.
Größter Verein mit über 300 Mitgliedern ist der über die Kreisgrenzen hinaus bekannte Sportverein SV 1959 Grün-Weiß Emsdorf, der nach mehreren Jahren in der Kreisliga und Kreisoberliga, seit der Saison 2020/21 erstmals in der Gruppenliga Gießen/Marburg spielt. Dem Verein gehören außer der Fußballabteilung auch Gymnastik- und Turnabteilung an sowie der Karnevalsverein EKC. Die Fußballer tragen ihre Heimspiele auf dem Sportgelände an der Burgholzerstraße aus. Dort befinden sich neben zwei Rasensportplätzen, die beide in Eigenleistung gebaut und umgebaut wurden, auch das Vereinsheim, welches in den 1970er Jahren in Eigenleistung erbaut und in den letzten Jahren umfangreich renoviert wurde.

## Trivia
Die auf den Durchgangsstraßen im Ort zur Verkehrsberuhigung verbauten und wegen der damit verbundenen Lärmentwicklung umstrittenen Pflastersteine sind ein Geschenk der Partnerstadt Doberlug-Kirchhain.
Diese Pflastersteine wurden vor einigen Jahren auf Grund der extremen Lärmbelastung für Anwohner wieder herausgerissen und durch eine neue Asphaltdecke ersetzt.